# Yūsei Kudō
Yūsei Kudō (japanisch 工藤 祐生 Kudō Yūsei; * 5. April 1986 in der Präfektur Kanagawa) ist ein japanischer Fußballspieler.

## Karriere
Kudō erlernte das Fußballspielen in der Universitätsmannschaft der Landwirtschaftsuniversität Tokio. Seinen ersten Vertrag unterschrieb er 2009 bei Tochigi SC. Der Verein spielte in der zweithöchsten Liga des Landes, der J2 League. 2010 wechselte er zu SC Sagamihara.